# Ajkait

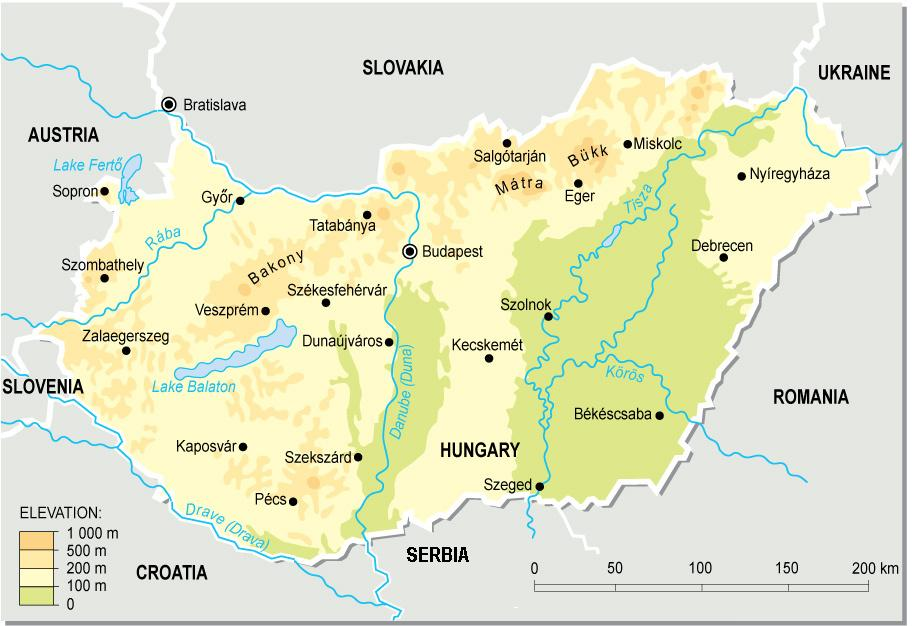
Das einstige Fundgebiet um Ajka liegt nördlich des Balaton zwischen Zalaegerszeg und Veszprém

Ajkait (selten auch „Aykit“) ist die Bezeichnung für ein oberkreidezeitliches, 70–90 Mio. Jahre altes fossiles Harz aus der Umgebung der ungarischen Stadt Ajka. Die Funde wurden im Zusammenhang mit dem Kohleabbau in diesem Gebiet gemacht. Seit Schließung der Gruben und Renaturierung der Abraumhalden sind keine Funde mehr möglich.
Das 1871 erstmals beschriebene fossile Harz tritt in Lignitlagen, also am Ort der Entstehung des Harzes auf, so dass die Bestimmung des absoluten Alters dieser Bernsteinvariante recht zuverlässig möglich ist. Das fossile Harz zeigt gewöhnlich eine rötlichbraune bis blassgelbe Färbung, tritt sowohl transparent als auch opak auf und enthält einen für Bernstein verhältnismäßig hohen Anteil an Schwefel (bis zu etwa 1,5 %), im Gegensatz zum Baltischen Bernstein (Succinit) jedoch keine Bernsteinsäure. Organische Einschlüsse kommen vor, sind allerdings nur schwer erkennbar. Als botanische Quelle des Harzes wird von manchen Autoren ein Verwandter unserer Tannen (Abies) vermutet. Infrarotspektroskopische Untersuchungen deuten jedoch eher darauf hin, dass die aus diesem Fundgebiet geborgenen Harze wahrscheinlich unterschiedlicher botanischer Herkunft sind und der Name Ajkait somit lediglich als Sammelbegriff für fossile Harze aus dem Gebiet um Ajka anzusehen ist.
Im Bergbaumuseum von Ajka sind Bernsteinfunde aus der Region ausgestellt.